# Brewers d'Helena
Les Brewers d'Helena (en anglais : Helena Brewers) était une équipe de ligue mineure de baseball de niveau recrues basée à Helena, dans le Montana aux États-Unis, et faisant partie de la Pioneer League.
Établie en 1978, l'équipe joue à Helena jusqu'en 2000, pour être reformée en 2003 après deux ans d'absence. Depuis 1985, et excluant les années 2001 et 2002, les Brewers d'Helena sont un club-école des Brewers de Milwaukee de la Ligue majeure de baseball.
L'équipe jouait ses matchs locaux au Kindrick Legion Field, un stade pouvant accueillir 2 010 personnes, et faisait partie de la division Nord de la Pioneer League.
Le club d'Helena a été champion de la Pioneer League en 1984, 1995, 1996 et 2010.

## Histoire
En 1978, le club-école de niveau recrues (plus bas niveau des ligues mineures) des Phillies de Philadelphie de la Ligue majeure de baseball est établi à Helena sous le nom de Phillies d'Helena. C'est le premier club de baseball professionnel en 64 ans à être basé à Helena, soit depuis la dernière saison des Senators d'Helena de l'Union Association, une ligue mineure, en 1914.
L'association entre les Phillies d'Helena et le club majeur de Philadelphie se termine à la saison 1983. Le club est rebaptisé Gold Sox d'Helena en 1984 et, après une saison sans affiliation où il remporte le titre de la Pioneer League, devient en 1985 un club-école des Brewers de Milwaukee. Après trois saisons sur le nom de Gold Sox, ils prennent le nom de Brewers d'Helena en 1987.
Les saisons de 1992 à 1996 sont particulièrement fructueuses pour les Brewers d'Helena. En 1992, ils établissent leur record d'équipe avec 50 victoires (contre 26 défaites), mais terminent néanmoins au second rang de la division Nord de la ligue derrière les Mustangs de Billings et leur 53 victoires, même nombre que les champions de la division Sud, les Trappers de Salt Lake City. En 1993, les Brewers décrochent la tête de la division Nord avec 49 victoires contre 22 défaites et leur pourcentage de victoires le plus élevé (,690) en une année, mais perdent la finale de la ligue contre Billings. Après une autre défaite en finale contre Billings en 1994, Helena remporte le titre en 1995 et 1996.
Après la saison 2000, l'équipe plie bagages et déménage à Provo, dans l'Utah, pour devenir les Angels de Provo, un club-école des Angels d'Anaheim,. Les Brewers, à ce moment, établissent pour deux saisons leur club-école de la Pioneer League à Ogden (Utah), les Raptors d'Ogden. Pour la saison 2003, les Blue Jays de Medicine Hat de la Pioneer League déménagent à Helena. La franchise de ligues mineures est immédiatement récupérée par les Brewers de Milwaukee, qui abandonnent aux Dodgers de Los Angeles le club-école d'Ogden, et rétablissent à Helena la situation qui prévalait jusqu'en 2000.
En septembre 2010, les Brewers d'Helena remportent sur les Owlz d'Orem la finale de la Pioneer League pour savourer le 4e titre de leur histoire. Champions en 1984, 1995, 1996 et 2010, ils atteignent la série finale de la ligue mais la perdent aux mains des Dodgers de Lethbridge en 1979, des Trappers de Salt Lake City en 1987, des Mustangs de Billings en 1993 et 1994, des Owlz d'Orem en 2008 et des Chukars d'Idaho Falls en 2013.
George Bell (Phillies de 1978), le membre du Temple de la renommée du baseball Ryne Sandberg (Phillies de 1978), Gary Sheffield (Gold Sox en 1986), Ryan Braun et Jonathan Lucroy sont parmi les joueurs notables qui ont commencé leur carrière professionnelle à Helena.